# Omphalea mansfeldiana
Omphalea mansfeldiana là một loài thực vật có hoa trong họ Đại kích. Loài này được Mildbr. mô tả khoa học đầu tiên năm 1936.